# 泉久雄
泉 久雄（いずみ ひさお、1928年4月14日 - 2017年4月29日）は、日本の法学者。専門は民法・家族法。専修大学名誉教授。法学博士（東北大学）。中川善之助門下。弟子に家永登（専修大学教授）、高橋敏（国士舘大学教授）、小野憲昭（北九州市立大学教授）、久々湊晴夫（北海学園大学教授）など。

## 来歴・人物
宮城県伊具郡角田町出身。旧制山形高等学校卒業。1951年東北大学法学部卒業。東北大学法学部助手を経て、1954年専修大学法学部助教授。1961年専修大学法学部教授。1963年「相続人の責任に関する研究」にて東北大学にて法学博士受く。1972年（昭和47年）東京家庭裁判所参与。1983年（昭和58年）専修大学法学部長。学校法人専修大学理事。1993年（平成5年）専修大学大学院法学研究科長。1997年（平成9年）放送大学客員教授。1999年専修大学定年退職。専修大学名誉教授。
この他、公職としては、法制審議会民法部委員も務めた。
大学を退職後も精力的に執筆活動を続けた。

## 研究対象
前述の通り家族法であるが、わけても相続法においては日本における第一人者。

## 著書
- 中川善之助と共著『相続法』（法律学全集24）（有斐閣、初版1964年・第四版2000年）
- 『演習　親族・家族法』（法学教室選書）（有斐閣、初版1983年・新版1989年）
- 『判例で学ぶ家族法入門』（法学教室選書）（有斐閣、1991年）
- 『親族法論集』（学術選書16）（信山社出版、1991年）
- 『相続法論集』（学術選書）（信山社出版、1991年）
- 『親族法』（有斐閣法学業書）（有斐閣、1997年）
- 『家族法の研究』（有斐閣、1999年）
- 『家族法読本』（有斐閣、2005年）

などのほか多数

## 門下生
教え子に、家永登（専修大学教授）、高橋敏（国士舘大学教授）、小野憲昭（北九州市立大学教授）、久々湊晴夫（北海学園大学教授）等がいる。